# Глинка (Хілоцький район)
Гли́нка (рос. Глинка) — село у складі Хілоцького району Забайкальського краю, Росія. Адміністративний центр та єдиний населений пункт Глинкинського сільського поселення.

## Населення
Населення — 284 особи (2010; 419 у 2002).
Національний склад (станом на 2002 рік):
- росіяни — 99 %